# Station Strasbourg-Ville
Het station Strasbourg-Ville (Frans: Gare de Strasbourg-Ville, ook wel Gare Centrale) is het hoofdspoorwegstation van de Franse stad Straatsburg en is een drukbezocht station.

## Geschiedenis

### Voorgeschiedenis (19de eeuw)
Het eerst station in Straatsburg (Straatsburg-Basel) werd op 18 september 1841 geopend. Dit station lag in Koenigshoffen. Op 11 juli 1846 verhuisde het station naar het stadscentrum. Het nieuwe terminus station werd ontworpen door de Franse architect Jean-André Weyer (1805-1865) en werd op 18 juli 1852 ingehuldigd door Napoleon III. Na de Duitse annexatie van Elzas-Lotharingen en als onderdeel van de stadsvernieuwing na het Beleg van Straatsburg, werd beslist om een nieuw groter station te bouwen in de Neustadt. Weyer's station werd gebruikt als de centrale markthal vanaf 1884, maar werd uiteindelijk in 1974 afgebroken.

### Bouw huidig historisch stationsgebouw (1878-1900)

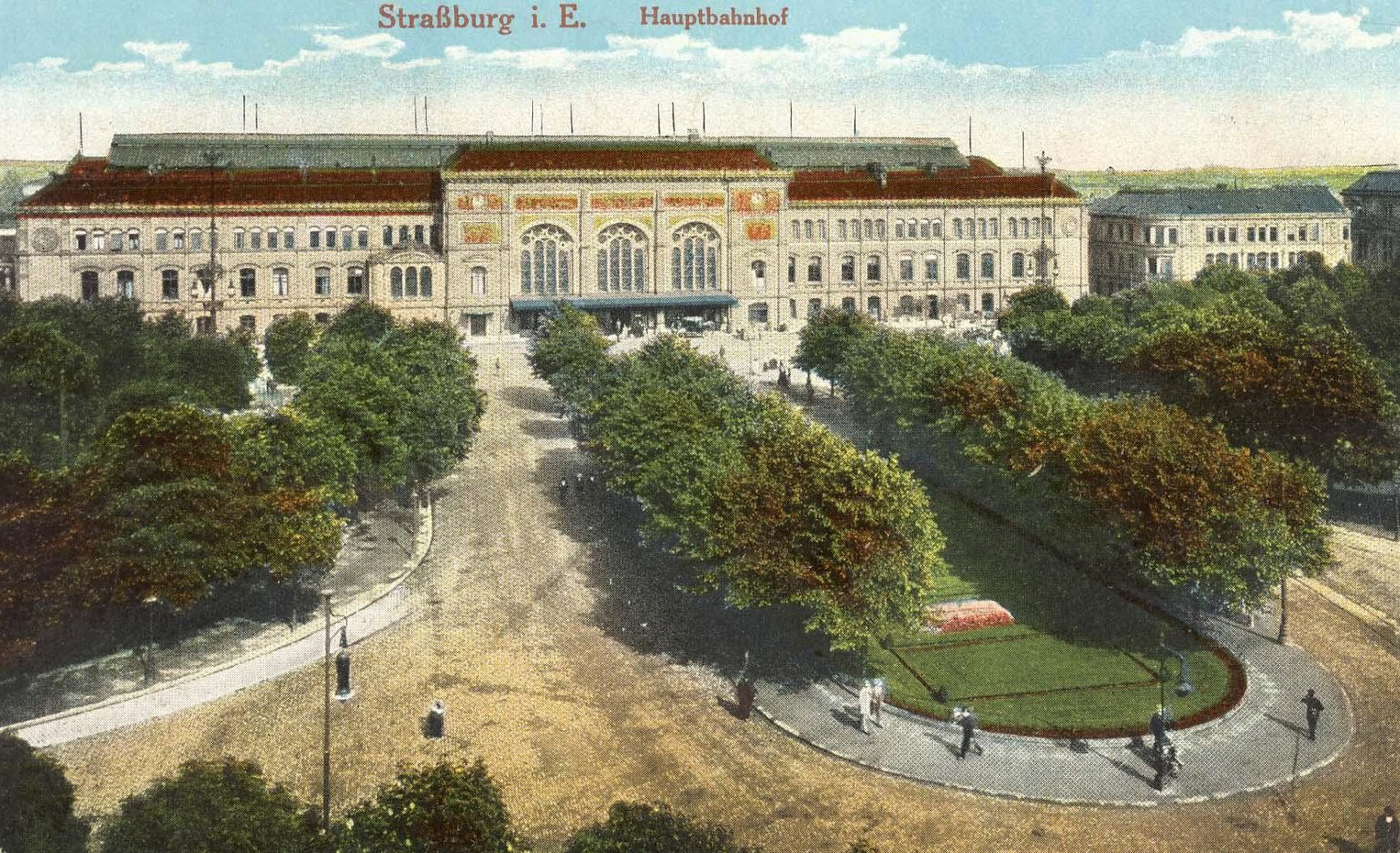
Station in 1919 kort na de verfransing

Het historische gebouw van het huidige station was gebouwd tussen 1878 en 1883 door de Duitse architect Johann Eduard Jacobsthal (1839-1902). In 1900 werd een speciale wachtruimte en trappenhal gebouwd voor Keizer Wilhelm II van Duitsland naar een ontwerp van Hermann Eggert. 

In het historische deel van station kan je ook enkele werken van de Duitse beeldhouwer Otto Geyer (1843-1914) aantreffen. Zo staan er 2 grote standbeelden van vrouwelijke allegorische figuren die de industrie en landbouw moeten voorstellen. Daarnaast was Geyer ook verantwoordelijk voor de reliëfs die te zien zijn op de historische gevel.

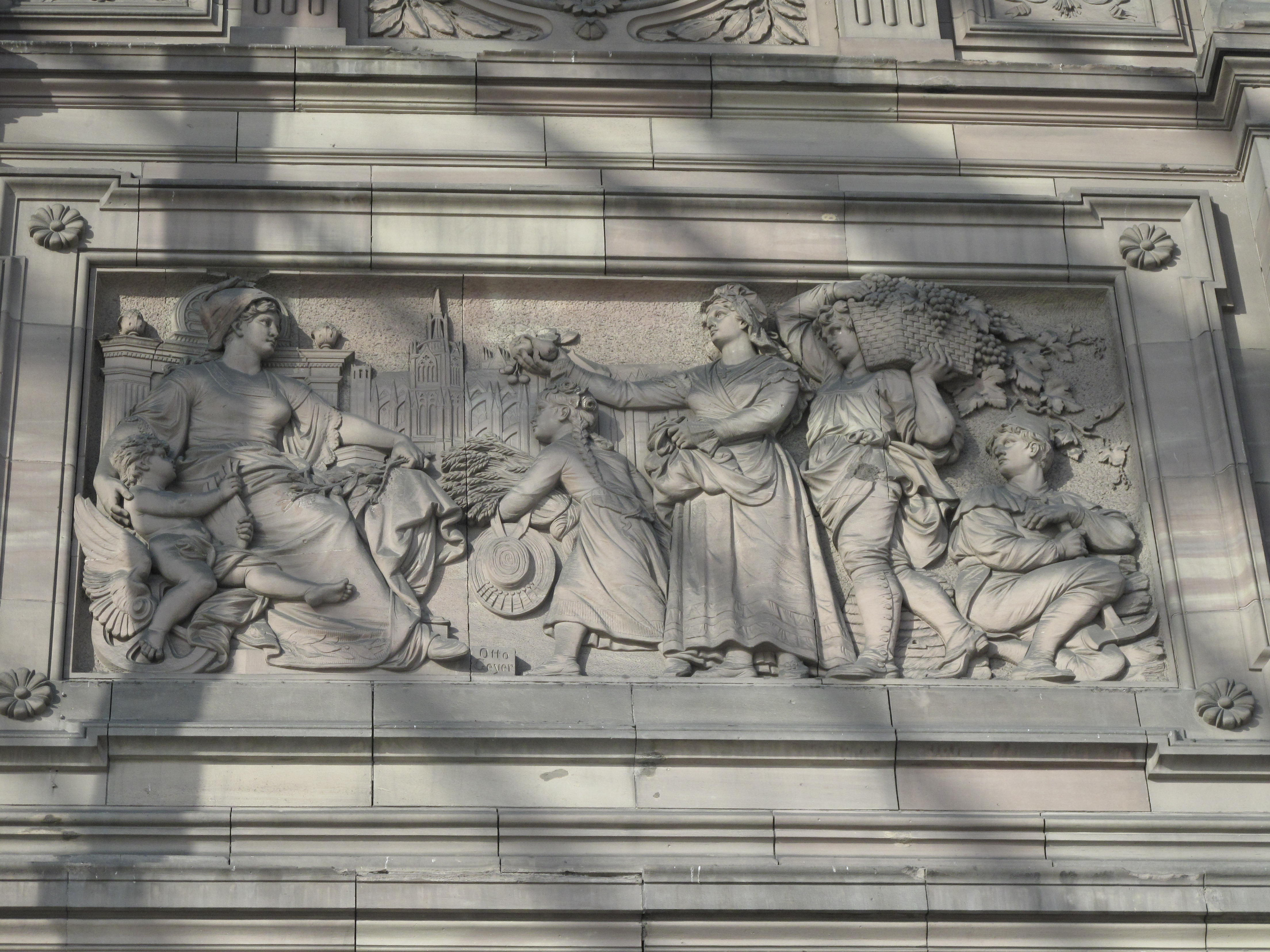
Reliëf op de gevel van het historische station van Straatsburg
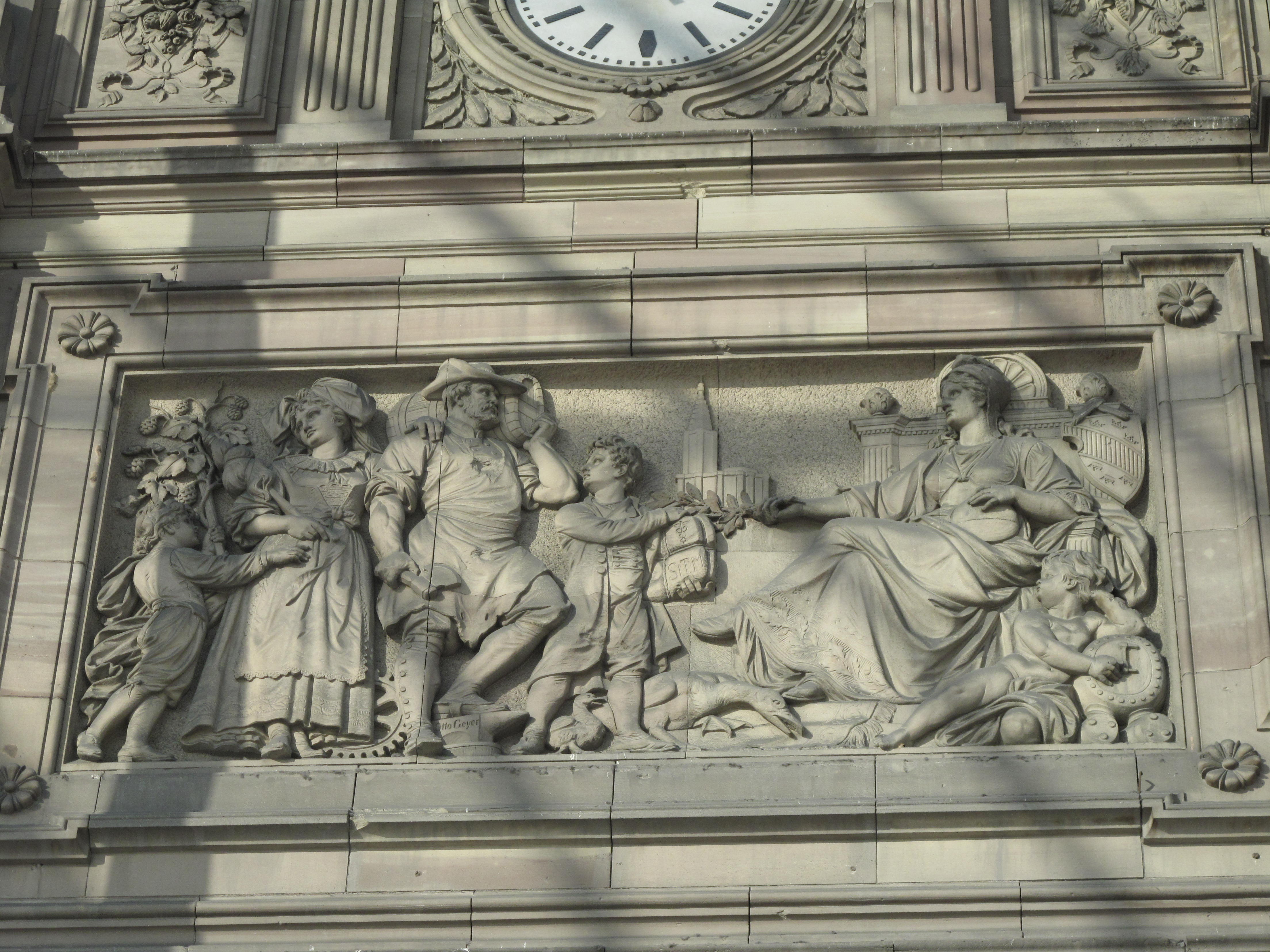
Reliëf op de gevel van het historische station van Straatsburg
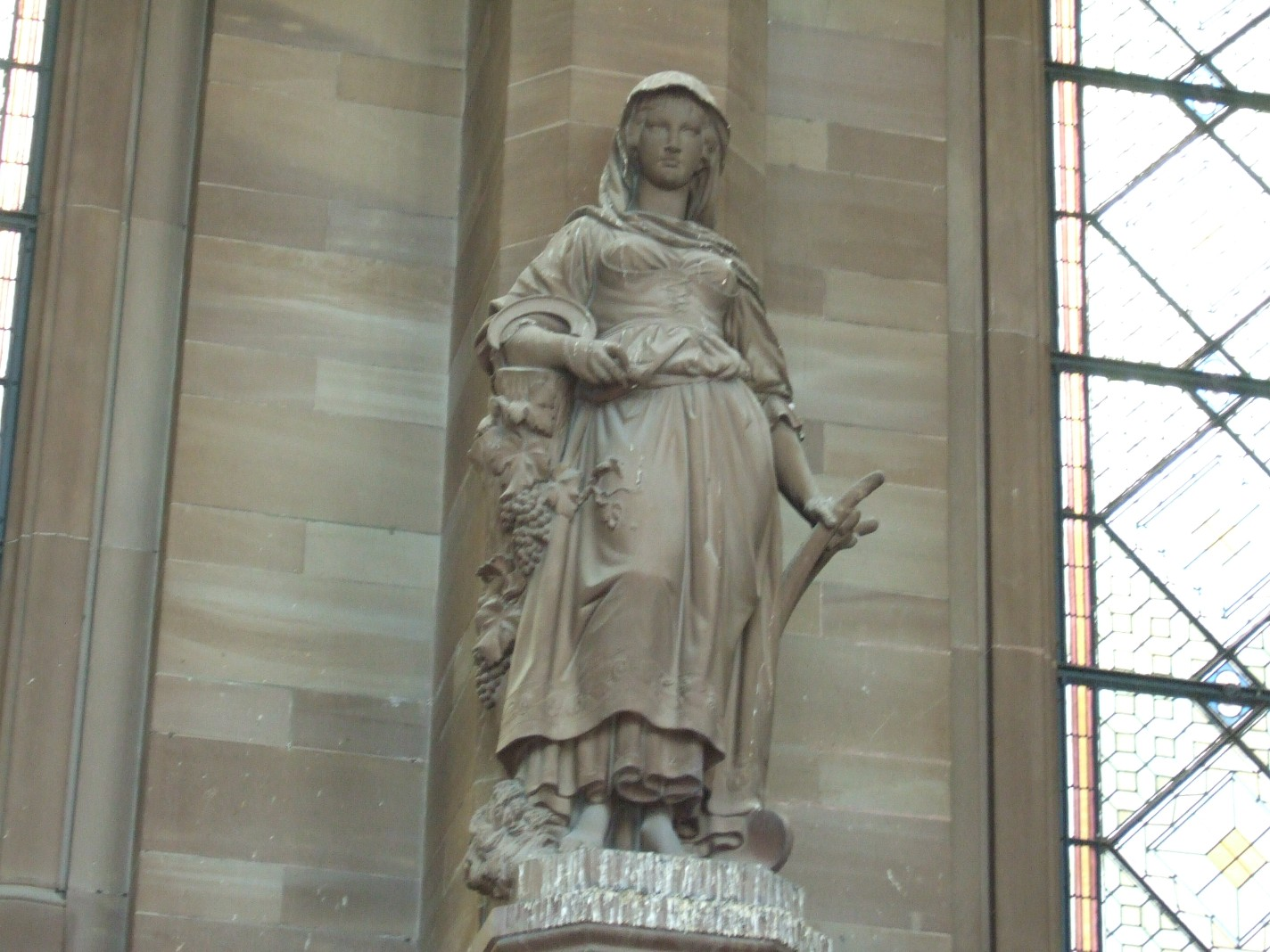
Standbeeld "L'agriculture"

Ook hingen er 2 fresco's van Hermann Knackfuss (1848-1915) in de wachthal van het historische station. De een beeldde Wilhelm I's bezoek aan Fort Kronprinz in Hausbergen af. De ander toonde een historisch parallel af: de aankomst van Keizer Frederick I in Haguenau in 1164. Ze werden echter in de loop van de 20ste eeuw weggehaald en zijn sindsdien verloren geraakt.
Het gebouw kreeg op 28 december 1984 de status van Monument historique.

### Modernisatie station en opening LGV Est (2006-2007)
Voor de opening van LGV Spoorlijn Parijs - Straatsburg, ontwiep de Franse architect Jean-Marie Duthileul een nieuw interieur voor het historisch station. Daarnaast werd de capaciteit van het station vergroot dankzij de bouw van een glazen koepel, dat tevens het historische gebouw beter beschermt. In 2008 werd deze modernisatie bekroond met een Brunel Award. In 2018 maakten 200 miljoen passagiers gebruik van het station.

## Lokale treindienst
| Serie           | Treinsoort | Route                                                                           | Bijzonderheden         |
| --------------- | ---------- | ------------------------------------------------------------------------------- | ---------------------- |
| SWE 87400       | RB (SWEG)  | Offenburg – Kehl – Strasbourg-Ville                                             |                        |
| TER 86300 RE 19 | TER (SNCF) | Strasbourg-Ville – Mommenheim – Sarreguemines – Saarbrücken Hbf                 | Rijdt eenmaal per dag. |
| TER 96200       | TER (SNCF) | Strasbourg-Ville – Sélestat – Colmar – Mulhouse-Ville – Basel SBB               | S-Bahn Basel           |
| TER 830300      | TER (SNCF) | Metz-Ville – Réding – Saverne – Strasbourg-Ville                                |                        |
| TER 830500      | TER (SNCF) | Strasbourg-Ville – Haguenau – Wissembourg                                       |                        |
| TER 830700      | TER (SNCF) | Strasbourg-Ville – Bischheim – Hoenheim Tram – Lauterbourg                      |                        |
| TER 830800      | TER (SNCF) | Strasbourg-Ville – Entzheim-Aéroport – Molsheim – Mutzig                        |                        |
| TER 830900      | TER (SNCF) | Strasbourg-Ville – Kalhausen – Sarreguemines                                    |                        |
| TER 831300      | TER (SNCF) | Strasbourg-Ville – Sélestat                                                     |                        |
| TER 831700      | TER (SNCF) | Strasbourg-Ville – Entzheim-Aéroport – Molsheim – Obernai – Barr – Sélestat     |                        |
| TER 831800      | TER (SNCF) | Strasbourg-Ville – Entzheim-Aéroport – Molsheim – Rothau – Saint-Dié-des-Vosges |                        |